# Máire Geoghegan-Quinn
Máire Geoghegan-Quinn, irl. Máire Nic Eochagáin Uí Chuinn (ur. 5 września 1950 w Galway) – irlandzka polityk i nauczycielka, długoletnia Teachta Dála, minister w różnych resortach, audytor Europejskiego Trybunału Obrachunkowego, w latach 2010–2014 komisarz europejski.

## Życiorys
Absolwentka szkoły nauczycielskiej Carysfort College. W pierwszej połowie lat 70. pracowała jako nauczycielka.
Zaangażowała się w działalność polityczną w ramach partii Fianna Fáil. W 1975 w wyborach uzupełniających uzyskała po raz pierwszy mandat posłanki do Dáil Éireann. Z powodzeniem ubiegała się o reelekcję w 1977, 1981, lutym 1982, listopadzie 1982, 1987, 1989 i 1992, zasiadając w niższej izbie irlandzkiego parlamentu nieprzerwanie do 1997. Od końca lat 70. i w latach 80. była powoływana na ministra stanu w różnych resortach. W okresie od lutego 1992 do stycznia 1993 zajmowała stanowisko ministra turystyki, transportu i komunikacji. Następnie od stycznia 1993 do grudnia 1994 pełniła funkcję ministra sprawiedliwości, od listopada 1994 czasowo odpowiadając również za kwestie równouprawnienia. Jako minister sprawiedliwości przeprowadziła m.in. reformę irlandzkiego prawa obejmującą depenalizację kontaktów homoseksualnych. W latach 1997–2000 zajmowała się dziennikarstwem (pisząc m.in. dla „The Irish Times”) i działalnością konsultingową.
Od 2000 do 2010 była członkinią Europejskiego Trybunału Obrachunkowego. W listopadzie 2009 ogłoszono, że w nowej Komisji Europejskiej obejmie stanowisko komisarza ds. badań, innowacji i nauki. Urzędowanie rozpoczęła w lutym 2010 po zatwierdzeniu przez Parlament Europejski, a zakończyła wraz z całą KE w 2014.
Jest mężatką, ma dwójkę dzieci.